# 자동화된 추론
자동화된 추론(automated reasoning)은 각기 다른 면의 추론을 이해하기 위한 컴퓨터 과학, 인지과학, 수리 논리의 한 분야이다. 자동화된 추론의 연구를 통해 컴퓨터가 완전히, 또는 거의 완전히 자동으로 추론할 수 있게 하는 컴퓨터 프로그램의 개발을 돕는다. 자동화된 추론이 인공지능의 하위 분야로 간주되지만 이론 전산학, 심지어는 철학과도 연결된다.
자동화된 추론 가운데 가장 많이 발전된 하위 분야로는 자동 정리 증명, 자동 증명 보조자가 있다.
다른 중요한 주제로는 불확실성과 비단조 논리 추론이 있다. 불확실성 분야의 중요한 부분은 논증에 관한 것이다. 존 폴록의 OSCAR 시스템은 자동화된 단순한 정리 증명기 이상의 자동화된 논증 시스템의 예이다.

## 같이 보기
- AutoML
- 자동 정리 증명
- 인공지능의 개요
- 결의론
- 귀추법
- 추론 엔진